# Медаль «За труди по сільському господарству»
Медаль «За труди по сільському господарству» (рос. медаль «За труды по сельскому хозяйству») — державна нагорода Російської Федерації.

## Історія нагороди
- 10 березня 2004 року указом Президента Російської Федерації В. В. Путіна «Про заснування медалі „За труди по сільському господарству“»[1] була заснована медаль «За труди по сільському господарству».
- Указом Президента Російської Федерації від 7 вересня 2010 року № 1099 «Про заходи щодо вдосконалення державної нагородної системи Російської Федерації»[2] затверджені нині діючі положення та опис медалі.
- Указом Президента Російської Федерації від 16 грудня 2011 року № 1631 «Про внесення змін до деяких актів Президента Російської Федерації»[3] до статуту та опису медалі були внесені зміни, якими додатково запроваджується мініатюрна копія медалі.

## Положення про медаль
1. Медаллю «За труди по сільському господарству» нагороджуються громадяни за заслуги в галузі сільського господарства і великий внесок у розвиток агропромислового комплексу, підготовку кадрів, наукову та іншу діяльність, спрямовану на підвищення ефективності сільськогосподарського виробництва.
Нагородження медаллю «За труди по сільському господарству», як правило, проводиться за умови наявності у представленої до нагороди особи почесного звання «Заслужений працівник сільського господарства Російської Федерації».
2. Медаллю «За труди по сільському господарству» можуть бути нагороджені й іноземні громадяни, які виробляють сільськогосподарську продукцію на території Російської Федерації, за особливі заслуги у розвитку агропромислового комплексу Російської Федерації.

### Порядок носіння
- Медаль «За труди по сільському господарству» носиться на лівій стороні грудей і за наявності інших медалей Російської Федерації розташовується після медалі «За порятунок гинучих».
- Для особливих випадків і можливого повсякденного носіння передбачене носіння мініатюрної копії медалі «За труди по сільському господарству», яка розташовується після мініатюрної копії медалі «За порятунок гинучих».
- При носінні на форменому одязі стрічки медалі «За труди по сільському господарству» на планці вона розташовується після стрічки медалі «За порятунок гинучих».

## Опис медалі
- Медаль «За труди по сільському господарству» зі срібла з позолотою. Вона має форму кола діаметром 32 мм з опуклим бортиком з обох сторін.
- На лицьовій стороні медалі — прямий рівнокінцевий хрест з кінцями, що розширюються, покритий зеленою емаллю. По краях хреста — вузький опуклий рант. У центрі хреста — рельєфне зображення Державного герба Російської Федерації, обрамлене вінком з пшеничних колосків.
- На зворотному боці медалі — напис рельєфними літерами: «ЗА ТРУДЫ ПО СЕЛЬСКОМУ ХОЗЯЙСТВУ», під ним — номер медалі.
- Медаль за допомогою вушка і кільця з'єднується з п'ятикутною колодкою, обтягнутою шовковою, муаровою стрічкою зеленого кольору з смужками жовтого кольору, що проходять на відстані 1,5 мм від країв. Ширина стрічки — 24 мм, ширина смужок — 1,5 мм.

### Планка та мініатюрна копія медалі
- При носінні на форменому одязі стрічки медалі «За труди по сільському господарству» використовується планка висотою 8 мм, ширина стрічки — 24 мм.
- Мініатюрна копія медалі «За труди по сільському господарству» носиться на колодці. Діаметр мініатюрної копії медалі — 16 мм.